# Georges Macours
Georges Macours (Tessenderlo, 21 oktober 1939 - Kortrijk, 21 november 2012) was een Belgisch hoogleraar en jurist.

## Levensloop
Macours behaalde het diploma van doctor in de rechten aan de Rijksuniversiteit Gent. Hij behaalde ook het diploma van licentiaat in de geschiedenis in 1962 en ontving de André Schaepdrijverprijs voor zijn thesis. Hij doctoreerde met een proefschrift, onder de leiding van professor Egied Strubbe, gewijd aan de Luikse fiscale costuimen
Hij werd hoogleraar aan de Katholieke Universiteit Leuven en doceerde er voornamelijk Romeins recht en rechtsgeschiedenis. Toen in Kortrijk de universiteit een afdeling oprichtte (de KULAK), werd Macours de stichter van de subfaculteit rechtsgeleerdheid. Hij was er gedurende 26 jaar groepsvoorzitter van.
Hij werd voorzitter van de Société d'Histoire du Droit et des Institutions des Pays Flamands, Picards et Wallons. Hij was ook jurylid van de Jura Falconis Prijs.
Toen door de minister van Justitie een oproep werd gedaan aan professoren om bij te dragen tot het wegwerken van de gerechtelijke achterstand, ging Macours erop in. Hij zat, als plaatsvervangend raadsheer, de 26 en 27ste kamers in het Hof van Beroep in Gent voor en werd geloofd voor de wijze waarop hij de dossiers voorbereidde en afhandelde.
Hij was getrouwd met Julie Persoons en ze hadden een zoon en een dochter.

## Publicaties
- De 60° penning in het Prinsbisdom in de 18de eeuw, Brussel, Koninklijke Commissie voor Geschiedenis, 1962
- De 60e penning in het prinsbisdom Luik tijdens de Moderne Tijden: een bijdrage tot de financiële en ekonomische geschiedenis van het prinsbisdom, Brussel, Koninklijke Commissie voor Geschiedenis, 1970.
- (samen met Roger Bragard,) La Correspondance de Sacré Bastin, chargé d'affaires du Gouvernement général des Pays-Bas autrichiens auprès du Prince-Evêque de Liège (1786-1794), 1994
- Ne crimina impunita maneant: de achttiende-eeuwse Frans-Zuidnederlandse uitleveringspraktijk, 1996.
- (editor, samen met Randall Lesaffer,) Sovereignty and the law of nations (16th-18th centuries), Brussel, Koninklijke Vlaamse Akademie van België voor Wetenschappen en Kunsten, 2006.
- (samen met S. Debusschere,) Enkele notities over arbeidsrechtelijke verhoudingen in het Romeinse recht, in: Liber Amicorum Roger Blanpain, Brugge, Die Keure, 1998, 357-371.